# Moedertaalspreker
Een moedertaalspreker of native speaker is een persoon die een taal als kind via een natuurlijk taalverwervingsproces heeft geleerd. Ook in toepassingsgebieden van de taalkunde komt het begrip voor: in het taalonderwijs en bij tolk- en vertaaldiensten wordt het gebruikt. Voorts worden in bepaalde beroepen binnen het communicatievak bij voorkeur, of uitsluitend, moedertaalsprekers tewerkgesteld.

## Onderscheidende kenmerken
Moedertaalsprekers van een taal zijn geboren en opgegroeid in een omgeving waarin die taal door andere moedertaalsprekers werd gesproken. Dientengevolge zal bij hen de neiging tot theoretische taalbeschouwing van de eigen taal minder ontwikkeld zijn dan hun intuïtieve taalbeheersing. Bij niet-moedertaalsprekers is het omgekeerde vaak het geval. 

## Rol
- In het taalkundige onderzoek vervullen moedertaalsprekers onder meer de rol van informant. Hun taalgebruik wordt door antropologen, taalkundigen en sociolinguïsten vastgelegd en bestudeerd, en eventueel kunnen hun ook expliciet vragen worden gesteld over aanvaardbaar taalgebruik.
- In het taalonderwijs zullen leraren die hun eigen moedertaal onderwijzen moedertaal doorgaans betere voorbeelden geven dan die van (zelfs goed getrainde) niet-moedertaalsprekers. Dit onderwijs wordt soms ook in de moedertaal van de moedertaalsprekers gegeven, maar dit hoeft niet het geval te zijn. Het hangt slechts van de gekozen methodiek af, niet van de taalbeheersing van de leraar.
- In de vertaalkunde wordt ervan uitgegaan dat vertalers het beste uit de vreemde taal in hun moedertaal kunnen vertalen. Hierop zijn uitzonderingen, maar een vertaling of vertolking zal doorgaans aan kwaliteit winnen als de doeltaal ook de moedertaal is.
- Internationaal opererende belcentra (callcenters) zijn soms gevestigd buiten het taalgebied dat zij bedienen. Er worden dan wel medewerkers aangetrokken die uit de vestigingsplaats afkomstig zijn; vaak wordt daarbij echter geëist dat zij moedertaalsprekers zijn van de taal waarin wordt gecommuniceerd. Als deze medewerkers geen moedertaalsprekers waren, dan zou er te veel risico zijn dat er in de klantgesprekken misverstanden optreden.
- Een moedertaalsprekers kan ook als "corrector" optreden bij automatische (technische) vertalingen. Zo zijn in EU-verband nogal wat teksten "automatisch" vertaald in de lidstaattalen. Voor publicatie moeten ze echter nog eens op vorm en inhoud nagelezen worden.

Niet-moedertaalsprekers onderkennen niet altijd de meerwaarde van hun moedertaalsprekende tegenhangers. Het ligt in de aard van de tweedetaalbeheersing dat men die tweede taal niet volkomen beheerst, maar ook dat men zich van deze beperkingen niet bewust is. De moedertaalspreker heeft in al de genoemde gevallen een voorsprong, die soms voor niet-moedertaalsprekers onopgemerkt blijft, maar die voor een juist taalgebruik een groot verschil maakt.

## Vertalen

### Vertalen in de moedertaal
Onder vertaalkundigen leeft de opvatting dat men pas echt een goede vertaling kan maken uit de brontaal (de taal waaruit vertaald wordt) in een doeltaal (de taal waarin vertaald wordt) als de vertaler de doeltaal als moedertaal heeft. Anders gezegd: men zou alleen in zijn eigen moedertaal moeten vertalen. Nochtans zijn hier enkele kanttekeningen bij te plaatsen:
- Ook de brontaal moet goed worden beheerst
  - Er kan een tekort bestaan aan (goede) vertalers
  - Bij vertalingen uit het Engels doet zich nog een subtieler probleem voor. Veel mensen kennen die taal, maar de kennis is vaak veel gebrekkiger dan zij zelf onderkennen Deze zelfoverschatting leidt ertoe dat er volop vertalers voorhanden zijn met gebrekkige tot zeer gebrekkige vaardigheden.
  - Bij specialistische teksten kan het zo zijn dat een vertaler die de brontaal én het onderwerp goed beheerst, te verkiezen is boven een vertaler die moedertaalspreker is van de doeltaal, met name als de tekst nog geredigeerd gaat worden.[2]
- Zelfs de doeltaal wordt soms onvoldoende beheerst

Niet iedere moedertaalspreker heeft een werkelijk goede beheersing van de eigen moedertaal.
Niet alle mensen schrijven even goed: zij weten precies wat het onderwerp is, maar kunnen dat niet goed formuleren.
Als de vertaler al een goed stilist is, dan nog kan de vertaling, vooral als die specialistisch is, grote problemen opleveren. Zo is het onmogelijk een juridisch document "zomaar" te vertalen: dat document vertoont in de brontaal bepaalde zeer gestileerde, vastliggende wendingen. Maar precies zulke wendingen zijn er ook in de doeltaal, en de vertaler zal moeten weten welke dat zijn.
- Soms zijn moedertaalsprekers niet de doelgroep

Toeristische informatie in het Engels is vaak niet (primair) voor moedertaalsprekers van het Engels bedoeld, maar voor een internationaal publiek. Het ligt in dergelijke gevallen minder voor de hand dat een moedertaalspreker van de doeltaal vereist is.

### Vertalen uit de moedertaal
Vertaalwetenschappers hebben goede redenen om het vertalen in een taal die niet de moedertaal is, af te wijzen. Als zelfs bij vertalen uit de vreemde taal al problemen ontstaan doordat men over subtiliteiten heen leest, of doordat men het vakjargon onvoldoende beheerst, hoeveel sterker zullen die problemen zich dan niet voordoen als men in de vreemde taal vertaalt. Men schrijft als het ware "met een accent": voor de beoogde lezer voelt de tekst bij lezing op zijn minst raar, houterig aan. In extreme gevallen leest de tekst als de overbekende veeltalige gebruiksaanwijzingen bij allerlei apparatuur: van dolkomisch tot totaal onbegrijpelijk. De enige die deze houterigheden of zelfs absurditeiten niet onderkent, is de gemankeerde vertaler zelf.

### De goedeniet-moedertaalspreker
Vertalen is echter meer dan een taal volmaakt beheersen. Zelfs sommige taalgebruikers die perfect tweetalig zijn opgegroeid, zijn slechte vertalers: blijkbaar lukt het hun niet bij een tekst in de ene taal een equivalente tekst in de andere te vinden.
Daarentegen zal men soms wel gedwongen zijn gebruik te maken van vertalers die niet in hun moedertaal vertalen: bijvoorbeeld doordat er geen oorspronkelijke voorhanden zijn. Aan niet-moedertaalsprekende vertalers van de taal moeten dan wel strenge eisen worden gesteld.
- Bij voorkeur hebben zij een vreemde taal gestudeerd, of vertaalkunde. Hierdoor zijn zij tot een nauw-oorspronkelijk-niveau van taalbeheersing opgeklommen; een niveau dat mensen die een taal geleerd hebben, zichzelf nogal eens toekennen, maar doorgaans geheel ten onrechte. Van de onderlegde vertaler mag echter worden verwacht dat hij dit niveau door grondige studie wél heeft bereikt. Wat ten minste even belangrijk is: van hen mag worden verwacht dat zij een nuchtere kijk hebben op de gebreken die ook aan hun beheersing van de vreemde taal nog kleven.
- Een dergelijk "nauw-oorspronkelijk"-niveau van taalbeheersing wordt soms ook bereikt door mensen die een (goede) tweetalige opvoeding hebben gekregen.
- Gespecialiseerde teksten vragen soms veeleer om een vertaler die in het vakgebied is gespecialiseerd. Deze expertise kan opwegen tegen een niet-linguïstische achtergrond, mits de beheersing van een der talen op oorspronkelijk-niveau is, die van de andere taal op gevorderd niveau.

Vertalers zullen in beide genoemde gevallen een behoorlijke vertaling kunnen afleveren, maar doen er goed aan hun tekst te laten bijschaven door een moedertaalspreker.

## Onderwijs
In het taalonderricht treden ook soms moedertaalsprekers op. Zij zullen hun taal op een natuurlijke wijze spreken en aanbrengen. Leerlingen zullen van hen dan ook eerder een natuurlijke taalvaardigheid verwerven dan een "schoolkennis". Ook hier gelden echter enkele kwaliteitsvoorwaarden:
- De moedertaalsprekers moet ook didactische kwaliteiten hebben.
- Het helpt als hij de taal van zijn studenten enigszins begrijpt, om zich te kunnen inleven in de aard van de fouten die zij maken. Inzicht in die fouten komt immers het gemakkelijkst tot stand door contrastieve analyse van bron- en doeltaal. Toch kunnen linguïstisch alerte moedertaalsprekers ook zonder de taal van hun studenten te beheersen, door waarneming en ervaring een systematiek in hun fouten onderkennen, en hun leerprogramma daarop afstemmen.
- De afstand in kennis van de onderwezen taal tussen de student en de lesgever dreigt soms té groot te worden. Daarom treden moedertaalsprekers in het onderwijs doorgaans pas op in de meer gevorderde niveaus. Uitzondering hierop vormt het "taalbad"-onderwijs.